# Рестинга (Сан-Паулу)
Рестинга (порт. Restinga) — муниципалитет в Бразилии, входит в штат Сан-Паулу. Составная часть мезорегиона Рибейран-Прету. Входит в экономико-статистический микрорегион Франка. Население составляет 6454 человека на 2006 год. Занимает площадь 245,599 км². Плотность населения — 26,3 чел./км².

## История
Город основан 28 февраля 1964 года. 

## Статистика
- Валовой внутренний продукт на 2003 составляет 70.728.259,00 реалов (данные: Бразильский институт географии и статистики).
- Валовой внутренний продукт на душу населения на 2003 составляет 11.680,97 реалов (данные: Бразильский институт географии и статистики).
- Индекс развития человеческого потенциала на 2000 составляет 0,757 (данные: Программа развития ООН).